# 下呂市立小坂中学校
下呂市立小坂中学校（げろしりつ おさかちゅうがっこう）は、岐阜県下呂市小坂町長瀬にある公立中学校。

## 概要
- 全校生徒70人程度で下呂市立小坂小学校の生徒が進学する。

## 沿革
- 1947年（昭和22年）4月 - 小坂町立小坂中学校として開校。小坂小学校の校舎の一部を仮校舎とする。湯屋小学校に湯屋分校を併設。
- 1948年（昭和23年）11月3日 - 現在地に校舎（第一校舎）が完成。湯屋分校を廃止。
- 1951年（昭和26年）11月3日 - 第二校舎が完成。
- 1956年（昭和31年）5月29日 - 屋内体操場が完成。
- 1957年（昭和32年）12月31日 - 滝上開拓地冬期分校を設置。
- 1962年（昭和37年）3月31日 - 滝上開拓地冬期分校を廃止。
- 1985年（昭和60年）8月7日 - 新校舎（鉄筋コンクリート造3階建）が完成。
- 1986年（昭和61年）4月17日 - 校舎を増築する。体育館が完成。
- 2004年（平成16年）3月 - 町村合併により下呂市立小坂中学校と改称。

## 滝上開拓地冬期分校
- 現在の岐阜県下呂市小坂町岩崎に存在した戦後開拓で開拓された滝上開拓地[注釈 1]の入植者のために設置された冬期分校。小坂町立小坂小学校滝上分校に併設され、設置時期は12月から翌年3月であった。
- 1957年12月31日、滝上開拓地の要望により設置されたが、滝上開拓地の住民の離村が進んだことにより生徒数が減少。1962年3月31日に廃校となった。
- 滝上開拓地の住民は1962年10月に全員が離村し、無人集落となった。その後小坂町が土地を買い取り、滝上牧場となっている。

## アクセス
- 国道41号矢ヶ野交差点より1.5km。

## 周辺
- 小坂川
- 岐阜県道437号湯屋温泉線